# Martin Corry (Politiker)

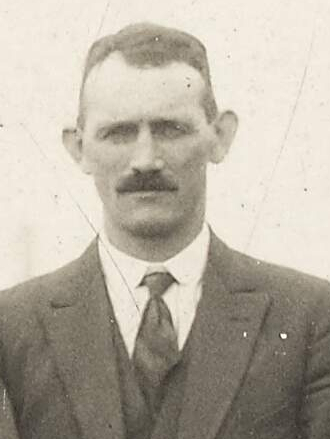
Martin Corry (1927)

Martin John Corry (* 12. Dezember 1889 in Cork; † 14. Februar 14. Februar 1957) war ein irischer Politiker der Sinn Féin sowie der Fianna Fáil.

## Biografie
Corrys Vater arbeitete bei der Royal Irish Constabulary. Martin Corry selbst wurde Mitglied der Irish Volunteers und 1917 Teil der 1. Brigade der IRA. Er wurde 1917 inhaftiert und in unterschiedliche Gefängnisse verlegt. Im Irischen Unabhängigkeitskrieg soll er 27 Menschen getötet haben. Während des Irischen Bürgerkriegs wurde er als Gegner des Anglo-Irischen Vertrages im Dezember 1922 festgenommen und bis November 1923 in Newbridge interniert. 
Von 1924 bis 1970 war er für Cobh Mitglied im Cork County Council.  
Bei den Wahlen im Juni 1927 wurde er im Wahlkreis Cork East für die Fianna Fáil in den Dáil gewählt. Diesen Sitz konnte er lange Zeit bis einschließlich der Wahlen von 1965 verteidigen, auch als er wegen der Neuzuschnitte der Wahlkreise ab 1937 im Wahlkreis Cork South East, ab 1948 wieder im Wahlkreis Cork East und ab 1961 im Wahlkreis Cork North-East antreten musste.
Corry beschränkte sich häufig bei seinen parlamentarischen Reden auf die Angelegenheiten aus Cork und Umgebung. 
Er war seit 1920 mit Margaret Fenton verheiratet und hatte mit ihr drei Kinder.